# Arixenia esau
Arixenia esau ist ein Ohrwurm, der aufgrund seines abweichenden Körperbaus und Verhaltens mit der aus drei Arten bestehenden Gattung in eine eigene Überfamilie Arixenioidae oder sogar Unterordnung (Arixeniina) eingeordnet wird.

## Merkmale
Das ganze Tier von hellbrauner Farbe ist mehr oder weniger lang behaart (Artname: Esau; Laut 1 Mos 27, 11 war „Esau rau, Jakob glatt“). Die Flügel sind reduziert. Die Fühler sind 13-gliedrig, der Pedicellus (das Zweitglied) aber auffallend verlängert. Die Augen sind sehr klein. Das Pronotum ist viel breiter als sonst bei Dermapteren, das Abdomen hinten verschmälert, aber (beim Weibchen) mit 9 sichtbaren Tergiten; die Cerci sind behaart, schwach (nicht zangenförmig), die Mandibeln sind ebenfalls behaart und dreizähnig (sonst immer nur zweizähnig). Weitere Besonderheiten betreffen das Tentorium, den Darm und die Gonaden. Die Länge beträgt 16 bis 20 Millimeter.

## Lebensweise
Arixenia wurde in Hautfalten von musealen Nacktfledermäusen entdeckt und deshalb vorschnell als deren „Ektoparasit“ bezeichnet. Anneliese Strenger (1977) hat das auf Grund des Baues der Mundgliedmaßen widerlegt, aber schon der Erstbeschreiber Karl Jordan hatte sich diesbezüglich ungewiss ausgedrückt. Vielmehr lebt dieser Ohrwurm vorwiegend räuberisch, auch kannibalisch. Er ist mit den Fledermäusen in deren Höhlen (aber nicht im völligen Dunkel) bloß synök, läuft überall umher, an den Wänden bis zur Decke, auch auf die übertragenden Fledermäuse (Cheiromeles und, wenngleich selten, Tadarina), ohne sie aber zu schädigen (ob er Hautschuppen abschabt oder die Molossiden als Phorent nutzt, ist unklar). Die Hauptnahrung sind kleinere Insekten und Milben, die in den Exkrementen (Guano) und besonders an herabgestürzten Leichen der Fledermäuse leben. Die Individuendichte kann beträchtlich sein. Frisch gehäutete Nymphen („Larven“) oder auch mitgeschleppte Adulte in Kopulation, die sich nicht gut wehren oder flüchten können, werden oft an- und aufgefressen.
Ein wichtiger Fressfeind dürfte die Schabe Pycnoscelus indicus (Blaberidae) sein.
Arixenia (das gr. Wort soll sagen: „eine sehr Fremdartige“) ist, den Lebensumständen entsprechend, lebendgebärend. In den Ovariolen reift jeweils nur ein Ei, dessen Follikel dann eine Pseudoplazenta bildet. Ein Wurf besteht aus ca. 6 Nymphen, die dann schon recht groß sind.

## Vorkommen
in Höhlen auf Borneo (Sarawak) und in Malaya (z. B. Selangor), oft zusammen mit der weiteren Art Arixenia jacobsoni.